# Nettastoma solitarium
Nettastoma solitarium är en fiskart som beskrevs av Castle och Smith, 1981. Nettastoma solitarium ingår i släktet Nettastoma och familjen Nettastomatidae. Inga underarter finns listade i Catalogue of Life.